# Krasnosielc (gmina)
Pour les articles homonymes, voir Krasnosielc.
Karniewo est une gmina rurale (gmina wiejska) de la powiat de Maków, dans la Voïvodie de Mazovie, dans le centre-est de la Pologne.
Son siège administratif (chef-lieu) est le village de Krasnosielc, qui se situe environ 18 kilomètres au nord de Maków Mazowiecki (siège de la powiat) et 90 kilomètres au nord de Varsovie (capitale de la Pologne).
La gmina couvre une superficie de 166,96 km2 pour une population de 6 544 habitants en 2006.

## Histoire
De 1975 à 1998, la gmina est attachée administrativement à la voïvodie d'Ostrołęka.

Depuis 1999, elle fait partie de la voïvodie de Mazovie.

## Géographie
La gmina de Krasnosielc inclut les villages et localités de :

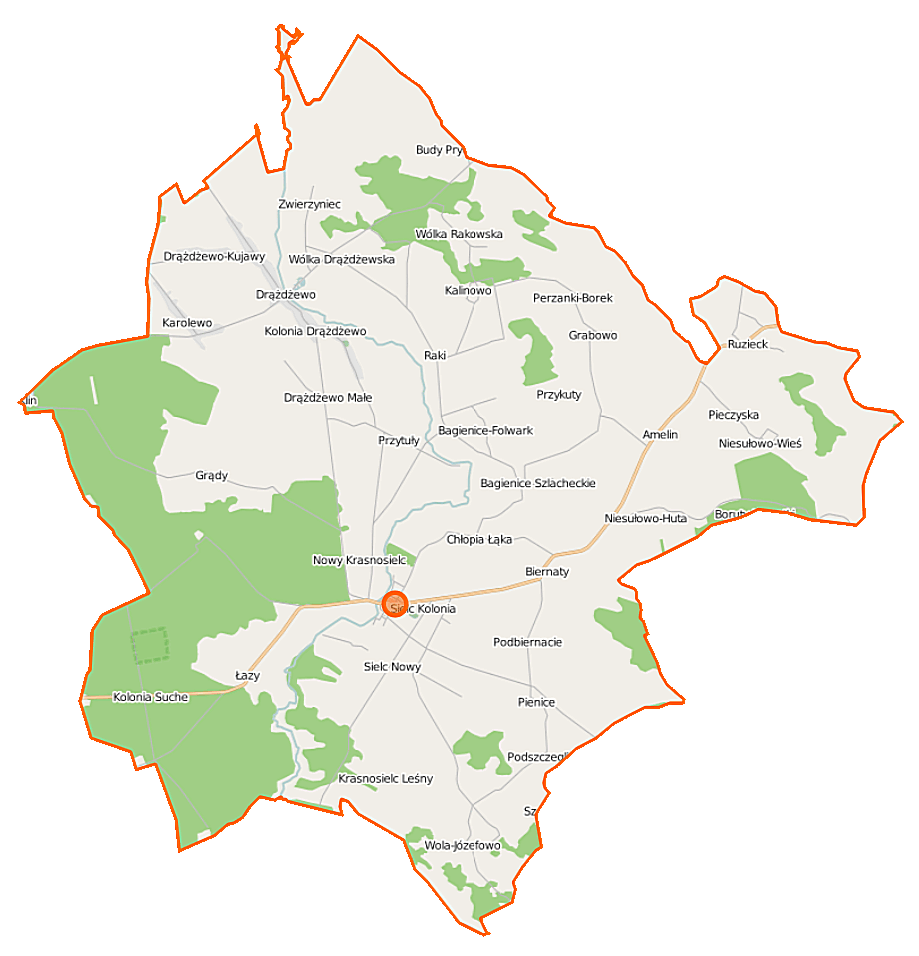
Plan de la gmina

- Amelin
- Bagienice Szlacheckie
- Bagienice-Folwark
- Biernaty
- Budy Prywatne
- Chłopia Łąka
- Drążdżewo
- Drążdżewo Małe
- Drążdżewo-Kujawy
- Elżbiecin
- Grabowo
- Grądy
- Karolewo
- Krasnosielc
- Krasnosielc Leśny
- Łazy
- Niesułowo-Pach
- Niesułowo-Wieś
- Nowy Krasnosielc
- Nowy Sielc
- Papierny Borek
- Perzanki-Borek
- Pienice
- Przytuły
- Raki
- Ruzieck
- Sulicha
- Wola Włościańska
- Wola-Józefowo
- Wólka Drążdżewska
- Wólka Rakowska
- Wymysły
- Zwierzyniec

### Gminy voisines
La gmina de Krasnosielc est voisine des gminy suivantes :
- Baranowo
- Jednorożec
- Olszewo-Borki
- Płoniawy-Bramura
- Sypniewo

## Structure du terrain
D'après les données de 2002, la superficie de la commune de Krasnosielc est de 166,96 km2, répartis comme tel :
- terres agricoles : 68%
- forêts : 29%

La commune représente 15,68% de la superficie du powiat.

## Démographie
Données du 30 juin 2004 :
| description        | Total  | Total | Femmes | Femmes | Hommes | Hommes |
| ------------------ | ------ | ----- | ------ | ------ | ------ | ------ |
| Unité              | Nombre | %     | Nombre | %      | Nombre | %      |
| population         | 6 562  | 100   | 3 227  | 49,2   | 3 335  | 50,8   |
| Densité (hab./km²) | 39,3   | 39,3  | 19,3   | 19,3   | 20     | 20     |